# Tetramesa amica
Tetramesa amica is een vliesvleugelig insect uit de familie Eurytomidae. De wetenschappelijke naam werd voor het eerst geldig gepubliceerd in 2020 door Lotfalizadeh.